# Font Truïda
La Font Truïda és una font del terme municipal de Castell de Mur, en territori del poble de Vilamolat de Mur, de l'antic municipi de Mur.
Està situada a 518 m d'altitud, a l'extrem nord-est del terme municipal, al vessant nord del Serrat del Puit, a l'esquerra del barranc de Font Truïda, un dels dos que forma la llau de Mascaró. Ran de la font passa el Camí de Font Truïda.